# Epitriptus setosulus
Epitriptus setosulus är en tvåvingeart som först beskrevs av Philipp Christoph Zeller 1840.  Epitriptus setosulus ingår i släktet Epitriptus och familjen rovflugor. Inga underarter finns listade i Catalogue of Life.